# جب الخفي (سمعان)
جب الخفي  قرية سوريّة تتبع إداريّاً لمحافظة حلب منطقة جبل سمعان ناحية تل الضمان، بلغ تعداد سكانها 102 نسمة حسب التعداد السكاني لعام 2004.